# Крезолы
Крезо́лы (метилфенолы, гидрокситолуолы) — органические ароматические соединения, молекула которых состоит из бензольного кольца, в котором один водород замещён метильной группой, второй — гидроксильной группой. Существуют орто-, мета- и пара-изомеры — бесцветные кристаллы или жидкости. Крезолы хорошо растворимы в этаноле, диэтиловом эфире, бензоле, хлороформе, ацетоне; растворимы в воде, растворах щелочей (с образованием солей-крезолятов). Подобно фенолу, крезолы — слабые кислоты.

## Химические свойства
Крезолы легко вступают в реакции электрофильного замещения, конденсации, например с альдегидами. Пара-крезол окисляется оксидами Рb, Мn или Fe до пара-гидроксибензойной кислоты, более сильными окислителями — до хинона или гидрохинона. При каталитическом восстановлении превращается в метилциклогексанолы и метилциклогексаноны.
Изомеры крезола при смешении с хлорной водой в присутствии NH3 образуют окрашенные соединения: орто-крезол даёт жёлто-бурую окраску, переходящую в зеленоватую, мета-крезол — зелёную, переходящую в темно-жёлтую, пара-крезол — тёмно-жёлтую, переходящую в оранжевую или красную.
Техническая смесь орто-, мета- и пара-крезола называется трикрезолом. Трикрезол — светло-жёлтая или бесцветная жидкость, имеющая характерный запах.

## Применение
Используются в качестве растворителей или промежуточных веществ при органическом синтезе.
Крезолы применяют при производстве или лабораторном получении ароматических соединений, антисептиков, красителей, синтетических резин, горюче-смазочных материалов, фенолоформальдегидной и других смол, инсектицидов, фунгицидов и гербицидов и медицинских препаратов.
Также является сильнодействующим антисептиком широкого действия. Используется главным образом в виде мыльных растворов для общей дезинфекции (См. Лизол). В малых концентрациях иногда применяется как консервант растворов для инъекций. Входят в состав препаратов «Ферезол» (трикрезол) и «Веррукацид» (метакрезол), которые применяются как местнонекротизирующее и мумифицирующее средство при удалении папиллом и некоторых других новообразований кожи.

## Воздействие на организм
Растворы крезола раздражают кожу, при попадании в рот разъедают слизистые поверхности, с которыми соприкасаются, вызывая боль, тошноту и рвоту.
Пар крезолов проникает в организм через лёгкие. Жидкие крезолы могут попадать в организм через желудочный тракт, слизистые оболочки, кожу. После попадания в организм крезолы распределяются в тканях и органах, в которых их можно выявить через 12—14 часов после всасывания. Действие крезолов на организм подобно действию фенола. Однако раздражающее и прижигающее действие крезолов на кожу выражено сильнее, чем у фенолов.